# 창사특집 2004 좋은 세상 만들기
창사특집 2004 좋은 세상 만들기는 2004년 11월 14일에 SBS에서 방송되었던 창사 14주년을 맞이한 시골 할아버지&할머니들을 대상으로 한 창사특집 예능 프로그램이다.

## 방송시간
- 2004년 11월 14일 : 일요일 오후 2시 ~ 3시 45분

## MC
- 남희석, 윤은혜

## 코너
- 고향에서 온 편지
- 장수퀴즈